# Katarzyna Turaj-Kalińska
Katarzyna Turaj-Kalińska (ur. 8 sierpnia 1956 w Łodzi) – polska pisarka i publicystka.
Córka aktorki i reżyserki teatralnej Zofii Kalińskiej oraz aktora Ryszarda Filipskiego.

## Życiorys
Mieszka w Krakowie i Brukseli. Z wykształcenia jest fizykiem. Uprawia poezję, prozę, dramat i interdyscyplinarną eseistykę, łącząc zainteresowania literackie  z przyrodoznawczymi. Autorka książek dla dzieci.
Opublikowała kilkaset artykułów, m.in. w „Przekroju” (stała rubryka „Gospoda pod Gutenbergiem” w latach 1999–2000), „Frazie”, „Dekadzie Literackiej”, „Zadrze”, „Kwartalniku Universitas” (stały cykl „Pejzaż z sensem”), piśmie „Kraków (miesięcznik społeczno-kulturalny)”. Stworzyła autorskie cykle radiowe i telewizyjne, m.in. w latach 1995–2006 prowadziła audycję o książkach w krakowskim Radiu Alfa pt. „Popołudnie czytelnika” (później „Poranek czytelnika”). Należy do Stowarzyszenia Pisarzy Polskich.

## Publikacje książkowe
- Klasztor żeński, WL, Kraków 1988
- Słabość, Ex-libris, Lublin 1991
- Bliskie spotkanie, Baran&Suszczyński, Kraków 1997
- Prometea, (miscellanea) Homini, Bydgoszcz 2002
- Bracia Strach i inne opowiadania, WS, Kraków 2009
- Szept nad szeptami, Krakowska Biblioteka SPP, Kraków 2016
- Wielki Brat Zachód, Nisza, Warszawa 2023, ISBN: 978-83-665-9964-2

## Publikacje książkowe dla dzieci
- Przepraszam, czy tu głaszczą,  Skrzat, Kraków 2004, ISBN 83-7437-038-6
- Narzekania Rzeki, Literatura, Łódź 2007
- Innocenty Białe Piórko, Skrzat, Kraków 2008, ISBN 978-83-7437-305-0
- To ci koci świat, Impuls, Kraków 2023, ISBN 978-83-8294-222-4

## Nagrody
- Wyróżnienie Specjalne w Konkursie Krytyki Filmowej im. Krzysztofa Mętraka 1995,
- I Nagroda w Ogólnopolskim Konkursie Poetyckim o „Skrzydła Ikara” 1996,
- II Nagroda w Ogólnopolskim Konkursie Poetyckim im. Haliny Poświatowskiej 1996,
- III Nagroda w Ogólnopolskim Konkursie Literackim im. Stanisława Grochowiaka 1998,
- I Nagroda w Ogólnopolskim Konkursie Małych Form Literackich im. Stefana Żeromskiego za esej „Stan nieważności” 2002 (publikacja: „Krynickie Jesienie Literackie”, Kraków 2007),
- I Nagroda w Konkursie Międzynarodowych Nadnyskich Spotkań Literackich p/h „Rzeki-Brzegi-Mosty” za szkic historyczno-literacki „Most Piłsudskiego” 2003,
- II Nagroda w Ogólnopolskim Konkursie Poetyckim im. Zbigniewa Herberta 2003,
- Wyróżnienie w Ogólnopolskim Konkursie p/h „Nie jesteś wyspą w morzu ludzi” za dramat „Drugie skrzydło” 2003 (emitowany w Teatrze Polskiego Radia Program I 2004 w reż. Waldemara Modestowicza, z udziałem m.in. Pauliny Holtz i Anny Romantowskiej, publikowany w „Nie jesteś wyspą w morzu ludzi”, Warszawa 2004),
- II Nagroda w Ogólnopolskim Konkursie Literackim im. Stanisława Grochowiaka 2004,
- I Nagroda w Ogólnopolskim Konkursie Poetyckim im. Zbigniewa Herberta 2005,
- I Nagroda w Ogólnopolskim Konkursie im. Juliana Tuwima na Wiersz dla Dzieci za bajkę „Rzeka” 2004 (publikowana jako „Narzekania Rzeki”, Łódź 2007)
- Nagroda Krakowska Książka Miesiąca – marzec 2010 za „Bracia Strach i inne opowiadania”
- Nominacja do Literackiej Nagrody Europy Środkowej Angelus za rok 2009 – „Bracia Strach i inne opowiadania”